# Ото I (Еберщайн)
Вижте пояснителната страница за други личности с името Ото I.
Ото I фон Еберщайн (на немски: Otto I von Eberstein; * ок. 1170, Еберщайн; † 1278/1279) от швабския благороднически род Еберщайни, е граф на Еберщайн и управител на Херцогство Австрия от януари 1247 г. до 1248 г.

## Биография
Син е на Еберхард III фон Еберщайн († пр. 1219) и съпругата му Кунигунда фон Андекс-Мерания († сл. 1207), дъщеря на маркграф Бертхолд III фон Истрия и Крайна и първата му съпруга Хедвиг фон Дахау-Вителсбах. Брат е на Еберхард IV († 1263).
Двамата братя получават графската титла през 1195 г. През 1219 г. те разделят собственостите си. Ото I резидира в замък Алт-Еберщайн при днешната част Еберщайнбург в Баден-Баден.
Умира през 1279 г. на 109 години. Последван е като управител на Австрия от Ото II Баварски от фамилията Вителсбахи.

## Фамилия
Първи брак: с Кунигунда фон Урах (ок. 1205 – 1244), дъщеря на граф Егино V фон Урах и Фрайбург († 12 юли 1236) и Аделхайд фон Нойфен († 1248). Те имат децата:
- Конрад фон Фрайбург († пр. 1278)
- Аделхайд († 1 ноември 1291), омъжена 1251 г. за Хайнрих II фон Лихтенберг, фогт на Страсбург († 1269)
- Кунигунда († 12 април 1284/1290), омъжена пр. 20 май 1257 г. за маркграф Рудолф I фон Баден (1230 – 1288)
- ? Елизабет († сл. 1289)

Втори брак: сл. 13 юни 1244 г. с дъщеря на херцог Конрад I фон Тек († 1244/1249). Те нямат деца.
Трети брак: пр. 22 юли 1252 г. с Беатрикс фон Краутхайм († сл. 1262), дъщеря на Волфрад II фон Крутхайм († 1252). Те имат децата:
- Ото II фон Еберщайн († 1286, 1287), граф на Еберщайн, женен за Елизабет фон Тюбинген (+ сл. 1301)
- Волфрад († 1284 – 1287), женен пр. 2 януари 1283 г. за Кунигунда фон Вертхайм († сл. 9 октомври 1331)
- Беатрикс († сл. 1302), омъжена I. сл. 1267 г. за пфалцграф Хуго IV (III) фон Тюбинген († ок. 1267), II. пр. 26 февруари 1283 г. за граф Конрад фон Флюгелау († 1301)
- Хайнрих I († 1303, 14 март 1322), женен за Клара фон Фрундсберг († 1327)